# KZ Banjica

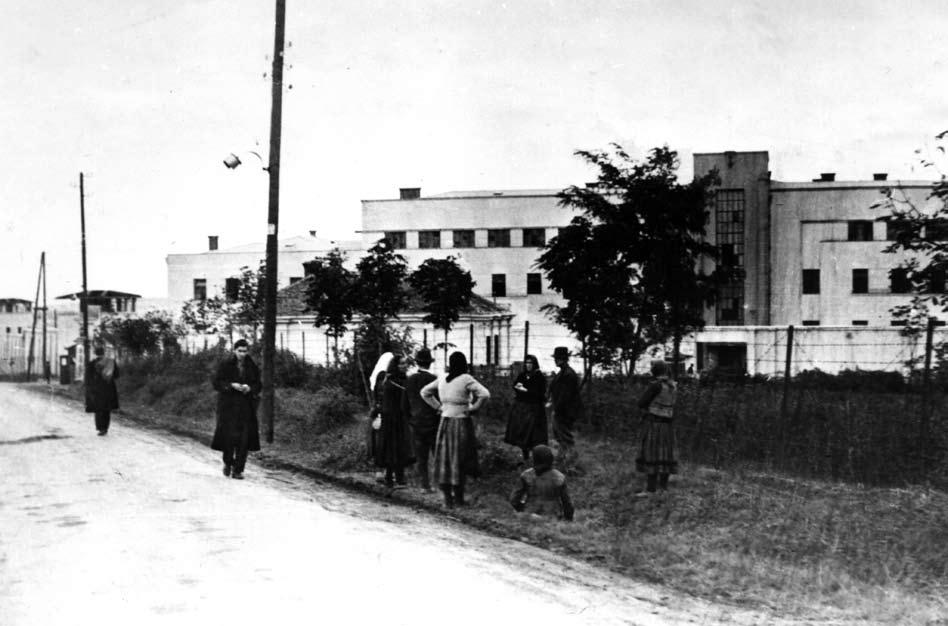
Verwandte von Lagerhäftlingen vor dem KZ Banjica (zwischen 1941 und 1944).

Das KZ Banjica war ein Konzentrationslager im Militärverwaltungsgebiet Serbien und bestand vom 5. Juli 1941 bis September 1944. Das Lager befand sich im gleichnamigen Vorort der serbischen Hauptstadt Belgrad, etwa fünf Kilometer südlich des Stadtzentrums.
Es wurde ursprünglich für serbische Juden errichtet, später jedoch verstärkt zur Inhaftierung von Gegnern (vor allem Tito-Partisanen und Mihailović-Tschetniks) der serbischen Kollaborationsregierung unter Milan Nedić genutzt.

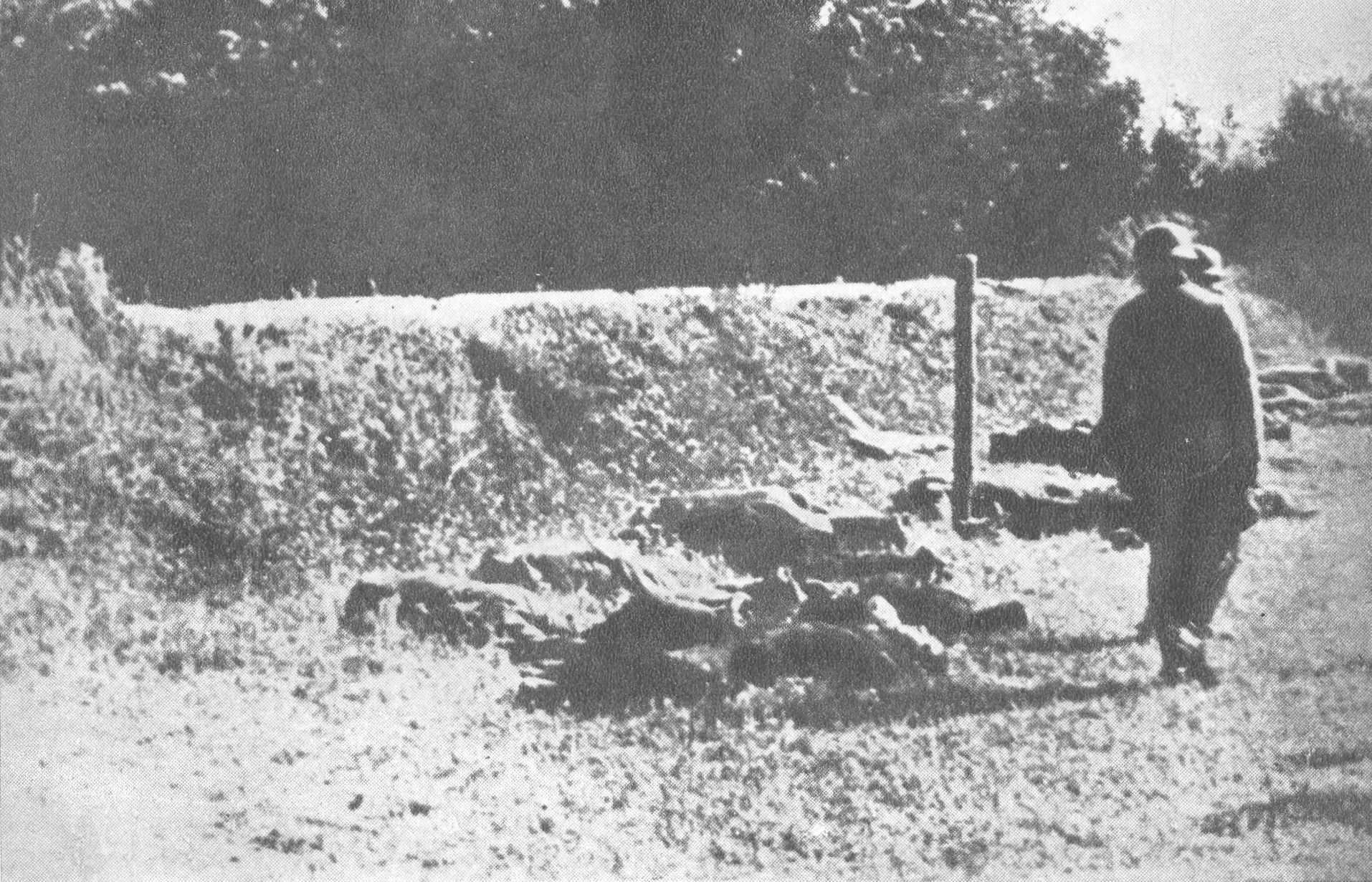
Nach den ersten Erschießungen im KZ Banjica (16. Juli 1941)

Die KZ-Häftlinge wurden von der Belgrader Zivilverwaltung, der Serbischen Staatswache, dem Serbischen Freiwilligen-Korps und serbischen Gerichten aus dem ganzen Land inhaftiert. Im Lager Banjica befanden sich gleichzeitig bis zu 23.637 Häftlinge. Die Gestapo, serbische Sonderpolizei und die Serbische Staatswache verübten zahlreiche Massenerschießungen. Etwa 4.200 wurden ermordet. Mehrere tausend Gefangene wurden in die Lager Mauthausen und Auschwitz gebracht.
Nachdem bereits am 9. Mai 1941 die ersten Gefangenen dorthin gebracht worden waren, wurde bei einem Treffen von Angehörigen der serbischen Polizei und Mitgliedern der Gestapo im Juni 1941 beschlossen, eine der Kasernen der Jugoslawischen Armee in ein Konzentrationslager umzuwandeln. Dragi Jovanović (1902–1946) unterzeichnete den entsprechenden Befehl, Svetozar Vujković (1899–1949) wurde zum Lagerkommandanten der serbischen Teile des Lagers ernannt. Ein kleinerer Teil des Lagers unterstand der Gestapo. Das Oberkommando über das Lager hatte Oberleutnant Friedrich Willy. Die ärztliche Leitung des Lagers unterstand offiziell dem SS-Major Friedrich Jung, ihm zur Seite wurden die inhaftierten Ärzte Velisar Pijade (Jude), Žarko Fogaraš (Tito-Partisane) und Ljubodrag Stefanović (Mihailović-Tschetnik) befohlen; von den drei überlebte einzig Žarko Fogaraš das Lager.

## Gedenken

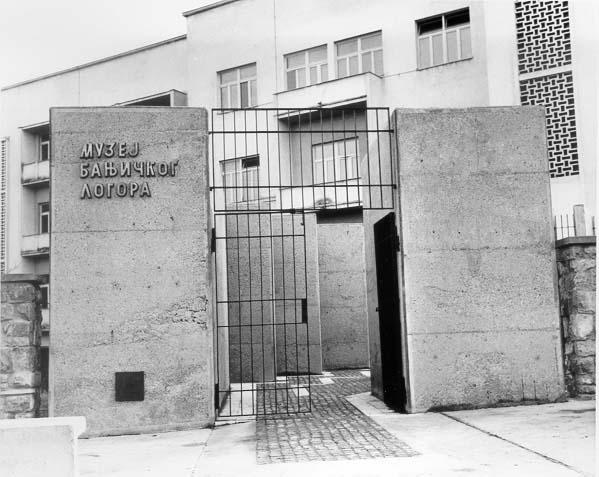
Eingang zum Museum Banjica.

Eine erste Gedenkstätte wurde 1963 in einem für die Öffentlichkeit nicht zugänglichen Teil, der auch heute noch betriebenen Kaserne errichtet; 1983 folgte der Ausbau. Von diesem Zeitpunkt an war das Museum auch für den allgemeinen Besucherverkehr eröffnet. Im Museum Banjica werden zahlreiche Gegenstände, die den Gefangenen gehörten (Fotos, Zeichnungen, handgearbeitete Kunstgegenstände), ausgestellt.

## Bekannte Häftlinge
- Vasa Čubrilović (1897–1990), kurzzeitig als Geisel
- Aleksandar Deroko (1894–1988)
- Viktor Novak (1889–1977), 1941 kurzzeitig als Geisel inhaftiert
- Nikola Vulić (1872–1945)